# Nueva Esperanza Número 2
Nueva Esperanza Número 2 är en ort i Mexiko.   Den ligger i kommunen Champotón och delstaten Campeche, i den östra delen av landet, 900 km öster om huvudstaden Mexico City. Nueva Esperanza Número 2 ligger 9 meter över havet och antalet invånare är 254.
Terrängen runt Nueva Esperanza Número 2 är platt. Runt Nueva Esperanza Número 2 är det glesbefolkat, med 11 invånare per kvadratkilometer. Närmaste större samhälle är Champotón, 18,8 km nordväst om Nueva Esperanza Número 2. I omgivningarna runt Nueva Esperanza Número 2 växer i huvudsak städsegrön lövskog.